# Veers
Veers is een buurtschap aan de Maas, gelegen ten zuidwesten van Kessel.
Deze buurtschap vormde zich bij de aanlegplaats van de veerdienst over de Maas naar Reuver en Beesel. Na de Tweede Wereldoorlog breidde Kessel zich in zuidwestelijke richting uit en groeide vast aan Veers.